# 日本聖公会聖歌集

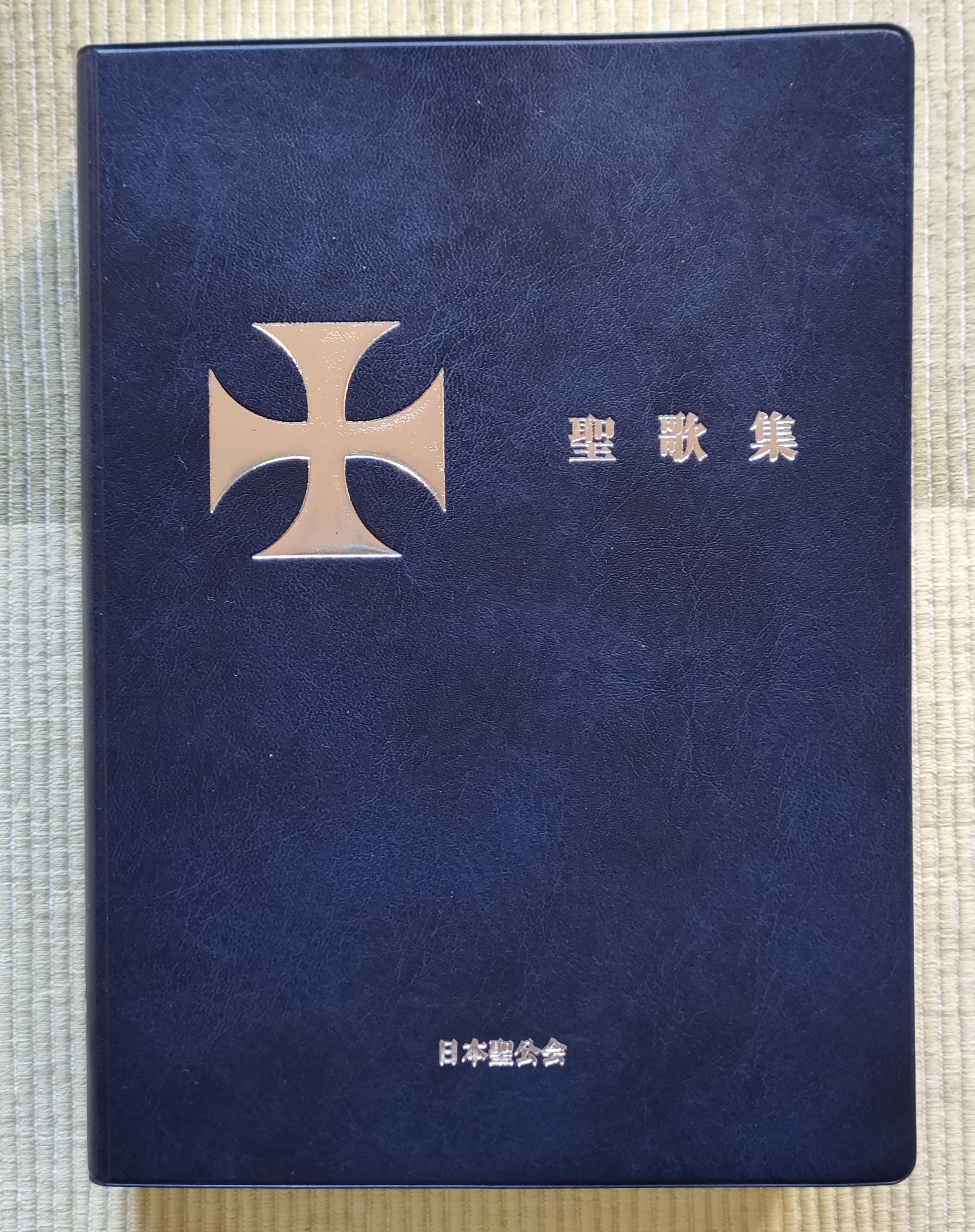
日本聖公会聖歌集（2006年）

日本聖公会聖歌集 (にほんせいこうかいせいかしゅう、英語: The Hymnal of Nippon Sei Ko Kai）は、日本聖公会の各教会で礼拝および各種活動に使う聖歌（讃美歌）を集めた歌集で、2006年11月1日に出版され、それまでの『古今聖歌集』（1902年に初版、数回改訂後に最終版は1959年に出版）に代わるものである。

## 聖歌集の短史
聖公会の聖歌集は、まず1874年の『たゝへのうた』（55首、ヘンリー・エヴィントン編、和紙・木版刷り）、1876年の『使徒公会の歌』、1879-90年の『真神賛美歌』、1883年の「聖公会歌集」（145曲、T.S.ティング編）が使われている。1887年に日本聖公会が成立したあと、1891年に非公式の『聖公会賛美歌集』（初めて洋紙を使用）が出たりした。
1902年には6年間の準備を経て『古今聖歌集』（412曲と多くの詩頌曲譜）が出版された。この名称は英国聖公会で使用されていた『Hymns Ancient and Modern』に負っている。『古今聖歌集』はその後3回の改訂・増補を経て、1959年に最終版（540曲）が出版され、これは1965年に「第五分：詩頌・唱詠礼拝式曲譜」で詩頌曲譜を差し替えて改訂されて、『古今聖歌集』は1959年に出版以来47年に渡り用いられてきた。

## 新聖歌集の準備
聖歌集改訂委員会が1994年の総会で立てられて新しい聖歌集の準備を開始して、その試用版を2000年に出版し、2004年に本格的な新しい聖歌集を刊行する目標であった。この過程で『古今聖歌集増補版95』（1995年）も出版されて、新しい聖歌集の試用版が『改訂古今聖歌集試用版』（2001年）として出版された後、正式版「日本聖公会聖歌集」が出版されたのは2006年11月1日になった。

## アングリカン・コミュニオンでは
アングリカン・コミュニオンの他管区では近年、次のような活動があった。
- 英国聖公会では2000年に、新聖公会祈祷書『コモン・ワーシップ』（Common Worship）に合わせて『コモン・プレイズ』（Common Praise）が出版された。
- 米国聖公会では『米国聖公会祈祷書1979版』の直後に、新聖歌集『米国聖公会聖歌集1982年版』（The Hymnal 1982）が出版されている。

## 聖歌集の内容
内容は「はじめに」、「日本聖公会の聖歌のあゆみ」（長文10ページ）、「目次」のあと、【聖歌】（Hymns）、【礼拝式文用曲譜】（Service Music）、【索引】（Indices）がある。
【聖歌】は580曲あり、「この本の使い方（聖歌）」、「日本語初行索引」のあと、次の5分野の用途に分けて収められている。
- 日々の礼拝：曲1-43（4分野：朝の礼拝、昼の祈り、夕の礼拝、就寝前の祈り）
- 教会暦：曲44-237（13分野）
- 礼拝諸式：曲238-302（7分野）
- 一般：曲303-441（10分野）
- キリスト者の生活：曲442-580（8分野）

【礼拝式文用曲譜】は77曲あり、「礼拝式文曲譜について」の解説のあと、次の5分野に分類されている。
- 朝夕の礼拝：曲S1-S16
- 朝夕の祈り：曲S17-21
- 聖餐式：曲S22-40
- 礼拝諸式・詩篇：曲S41-S70
- 大斎節中の礼拝：曲S71-S77

【索引】は、11種が収められている。
- 原詩初行索引
- 曲名索引
- 曲譜旋律索引
- 作詞者・出典索引
- 作曲者・編曲者・出典索引
- 作曲者・編曲者・出典索引（礼拝式文用曲譜）
- 聖句索引
- 事項索引
- 古今聖歌集対照表
- 聖餐式聖書日課対応聖歌番号表
- 著作権一覧

今回の聖歌集の特徴のひとつに、「原詩初行索引」から見ると大部分は伝統的な英語・ラテン語（62曲）・ドイツ語（30）・ギリシャ語（6）の詩からの日本語翻訳であるのはあまり変わらないが、他のヨーロッパの言語（バスク語2曲、デンマーク語1、フランス語2、イタリア語1、スペイン語5）、アジア・アフリカ・オセアニアの言語（中国語1、日本語87、韓国語6、マオリ語1、スワヒリ語2、シリア語1、タガログ語3）が広く収められている。また「作詞者・出典索引」からは、テゼ共同体の歌集からは8曲（英語2、ラテン語4、スペイン語2）があることが分かる。

## 出版
2006年11月1日に、発行者：日本聖公会、発行所：日本聖公会管区事務所、印刷・製本：河北印刷株式会社で出版された。装丁はA5判（8.76グラム）で、赤ビニール装・青ビニール装がある。